# Christklotz
Ein Christklotz, auch Weihnachtsscheit, Christbrand oder Christblock genannt, ist ein geweihter Holzklotz, der an Heiligabend in den Kamin gelegt wird.
Zu finden ist dieser Weihnachtsbrauch in vielen europäischen Kulturen. Bezeichnungen sind auch Holzscheit, Mettenstock, Julblock (Skandinavien) oder Yule Log. Der Christklotz besteht aus Eichen- oder Eschenholz.
Die Wurzeln des Brauchtums gehen in die vorchristliche Zeit zurück. Der Julklotz wurde um die Zeit der Wintersonnenwende am Herdfeuer entzündet, und es brachte Segen, ihn während der Rauhnächte am Brennen zu halten. Die Asche wurde auf die Felder und ins Tierfutter gestreut, weil man ihr heilsame Kräfte zuschrieb.
Die Christen verboten zunächst diese Bräuche; so untersagte Bischof Martin von Bracara († um 580) das Opfern von Feldfrüchten und Wein über einem Holzblock im Herd, und noch Bischof Pirmin († um 753) erneuerte das Verbot. Allmählich verband sich der Brauch jedoch mit der christlichen Licht- und Baumsymbolik zu Weihnachten. Im 12. Jahrhundert war er im christlichen Brauchtum verankert. Der Christklotz blieb von Weihnachten bis zum Dreikönigstag im Kamin, um den man saß; er gehörte zum Weihnachtsfrieden. Die Asche wurde auf den Feldern verteilt, Reste des Klotzes sollten das Jahr über gegen Unglück schützen und dienten zum Anzünden des Christklotzes im nächsten Jahr. Wer den Baum für den Festklotz fällen durfte, war vor Unheil sicher. Auch brachte es Segen, den Baumstamm beim Heimtransport zu grüßen.
Siehe auch: Bûche de Noël